# Coleophora asperginella
Coleophora asperginella é uma espécie de mariposa do gênero Coleophora pertencente à família Coleophoridae.